# Breitenfeld (Waldshut-Tiengen)
Breitenfeld ist ein Stadtteil der Kreisstadt Waldshut-Tiengen im Landkreis Waldshut in Baden-Württemberg.

## Geographie

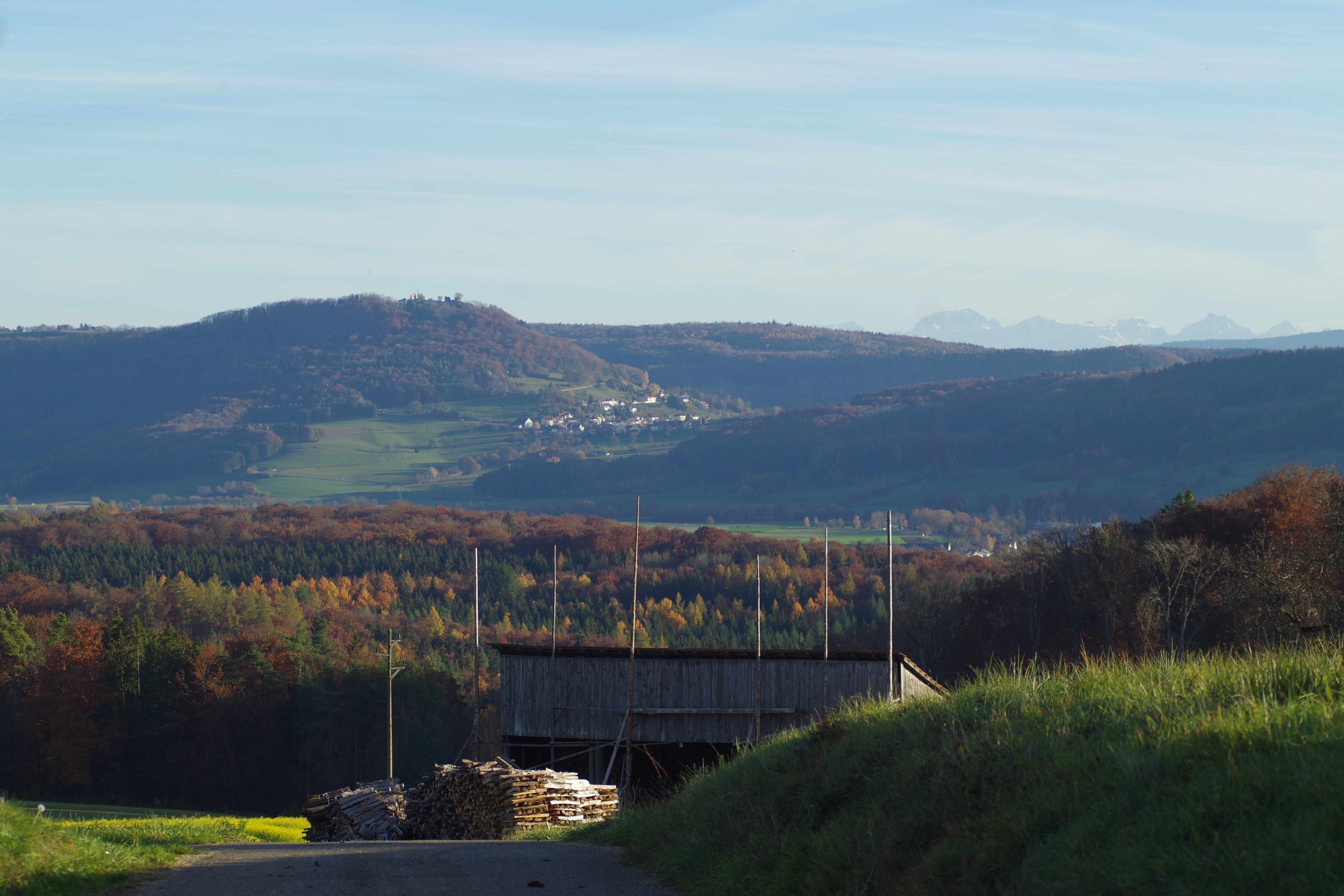
Schönwetterlage: Blick auf die Küssaburg und die Glarner Alpen unterhalb von Breitenfeld

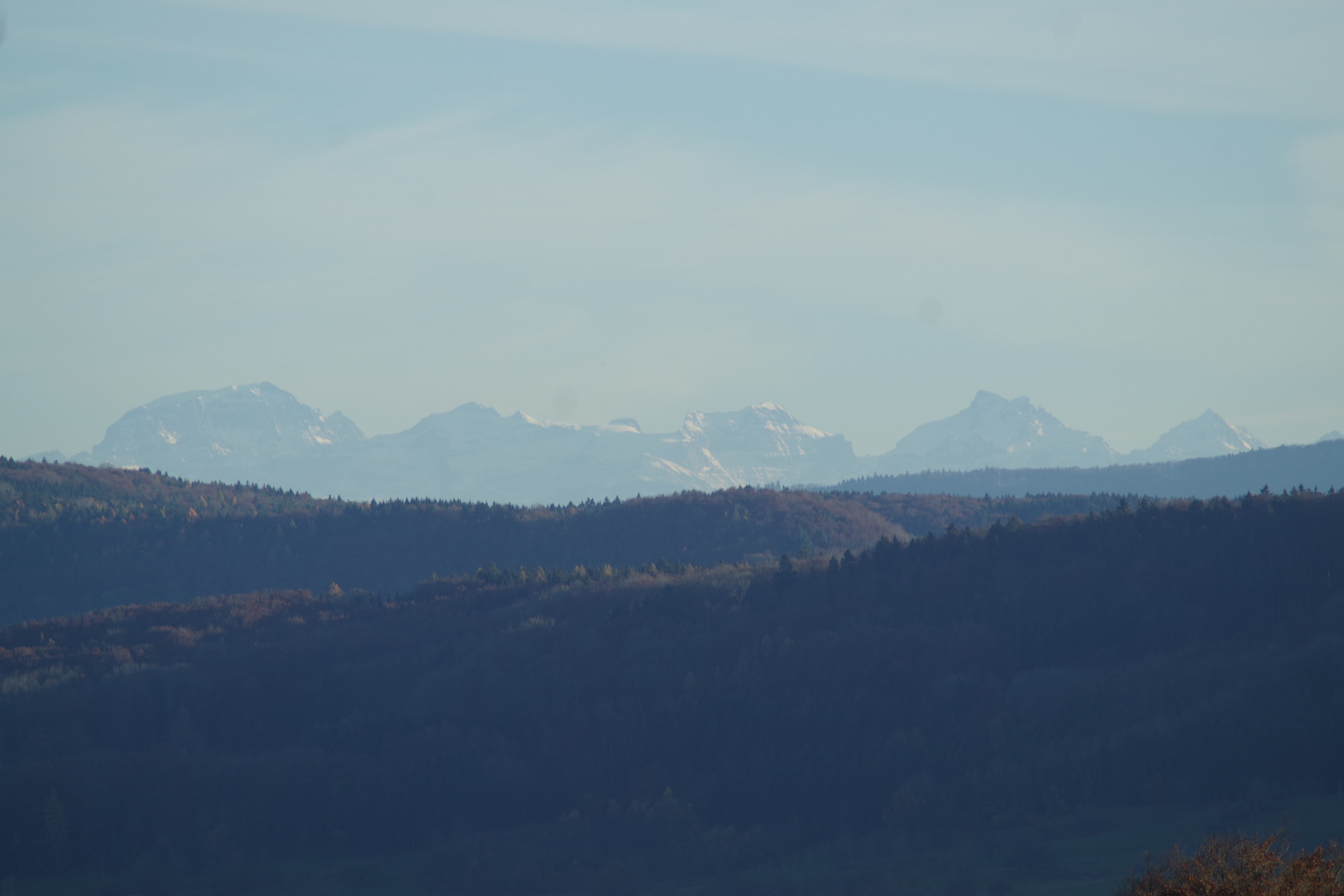
Blick auf die Glarner Alpen unterhalb von Breitenfeld, links der Tödi, die Clariden mit dem Chammliberg das Schärhorn und der Cambrialas

Breitenfeld liegt im Klettgau am Übergang zum Südschwarzwald, am westlichen Hang des unteren Steinatales auf einer Muschelkalkanhöhe von 490 m ü. NN.  Die Gemarkung Breitenfeld erstreckt sich vom Bergrücken (Hoher Brand) im Westen (ca. 640 m ü. NN) bis in die Talsohle (ca. 355 m ü. NN), ohne jedoch die Steina zu erreichen. Die Lage des Ortes bietet einen weiten Blick in den Klettgau bis zum Randen und von der Küssaburg bis zu den Alpen. Im Ort befindet sich ein Gasthaus, Landwirtschaft, ein Reiterhof und eine Schnapsbrennerei. Nahe bei Breitenfeld befindet sich der Hasenhof.

## Geschichte
Breitenfeld wurde am 1. Januar 1971 in die Nachbarstadt Tiengen/Hochrhein eingemeindet. Diese fusionierte am 1. Januar 1975 mit Waldshut zur neuen Stadt Waldshut-Tiengen.

### Einwohnerentwicklung
Einwohnerzahlen von Breitenfeld.
| Jahr | Einwohner |
| ---- | --------- |
| 1871 | 157       |
| 1900 | 122       |
| 1925 | 132       |
| 1939 | 152       |
| 1950 | 165       |
| 1961 | 152       |
| 1970 | 133       |
| 2004 | 152       |
| 2023 | 210       |

## Wirtschaft und Infrastruktur

### Verkehrsanbindung
Als Verkehrsanbindung zu Stadt Waldshut-Tiengen dient die Kreisstraße 6564, die nach Tiengen führt und nach ca. 3,7 km an die Bundesstraße 34 und die A98 anbindet.
Die Kreisstraße 6565 führt nach Osten in das Steinatal und bindet dort nach ca. 1,6 km an die Landesstraße 159 an.

### Bauwerke
- kath. Kirche
- Gemeindehaus